# A960 road
Die A960 road ist eine A-Straße auf den schottischen Orkneyinsel Mainland.

## Verlauf
Die Straße beginnt an einem Kreisverkehr im Hafen von Kirkwall. An diesem beginnen mit der A963 und der A965 noch zwei weitere A-Straßen. Sie führt durch die Innenstadt von Kirkwall, vorbei an der St.-Magnus-Kathedrale, dem Orkney Museum, sowie Bishop’s Palace und Earl’s Palace. Im Süden Kirkwalls zweigt die A961 ab, die in südlicher Richtung über das Dammsystem der Churchill Barriers die Inseln Lamb Holm, Glims Holm, Burray und South Ronaldsay an das Straßennetz anbindet.
In südöstlicher Richtung verlaufend schließt die A960 den Flughafen Kirkwall an und erreicht dann verschiedene Streusiedlungen und Einzelgehöfte. Auch die archäologische Fundstätte Mine Howe liegt nur wenige hundert Meter abseits der Straße. Über die Landenge am Kopf der Bucht St Peter’s Pool erreicht die Straße die Halbinsel Deerness. Dort endet sie in der Siedlung Gritley. Als B9050 wird die Straße noch bis an die Ostküste der Insel weitergeführt.